# Празький майдан
Празький майдан — одна з найбільш довготривалих вуличних акцій, яка почалася 6 вересня 2014 року в центрі міста Прага на Староміській площі, Чехія.
Початковою назвою акції була «Наметовий протест За ЄвроУкраїну/Демократи, зупиніть Путіна». Назву «Майдан» акція отримала згодом — за аналогією з назвою «Євромайдан» у Києві у зв'язку з їх подібністю.

## Передумови виникнення
Празький майдан став логічним продовженням серії проукраїнських та чеських акцій активістів у Празі: низки маніфестацій на підтримку українського Майдану, чеських акцій-протестів проти пасивної (на той час) позиції чеської влади, яка з часом стала ще більш проросійською.
Визначальним моментом у створенні Празького майдану була зустріч у кав'ярні «Біля мертвих рибок» активістів — Зузани Ванькової, Ярослава Форманка, Отто ван Гемунда, Міхала Майзнера та Павла Коршікова. Не зважаючи на той факт, що ніхто з запрошених українців не взяв участь у цій зустрічі, активістами було прийняте рішення про необхідність об'єднання зусиль усіх небайдужих людей та створення платформи для постійних акцій з метою посилення уваги суспільства до політичних подій. Основними аргументами на користь такого висновку були: тривалий характер кризи в Україні а також процес «нормалізації» чеської політики.
Принциповим фактором для успіху майбутніх акцій було те, що Міхал Майзнер взяв на себе питання їх реєстрації в адміністрації Праги і те, що низка учасників мали досвід в бізнес управлінні і роботі в ЗМІ, а також наявність ресурсів для організації і проведення подібних заходів.
Першими публічними акціями активістів були: 
- «Ні продажу Містралей диктатору»
- «Послання Святого Вацлава прем'єру Соботці»
- «Криваві гроші Сбербанка»[1]
- «Путін — масовий вбивця», яка відбулася перед посольством РФ після знищення цивільного літака рейсу МН-17 над донбаським регіоном.

## Формат акції
6 вересня 2014 року відбувся так званий «тестовий майдан» метою якого було з'ясувати чи подібний формат акції отримає достатню підтримку і, після успіху акції, було прийнято рішення про постійну присутність на Староміській площі щовихідних. Одночасно, за участі близько 50ти волонтерів, були створені закриті координаційні групи для забезпечення роботи Празького майдану — від присутності на площі, до технічного забезпечення, поширення інформації про акції, запрошення гостей тощо.
Саме зацікавленість волонтерів забезпечила успіх Празького майдану. Без їх активної участі акція не змогла б бути тривалою.
З позиції технічного забезпечення Майдану, ключовою була наявність організаційних груп, які обговорювали і планували подальші дії онлайн та під час особистих зустрічей у празьких кав'ярнях. Можливо, саме такі камерні зустрічі і стали базисом для формування в подальшому феномену «Люмпенкаварна».
Стандартним форматом здійснення акцій став збір протягом вихідних петицій — так званий «Малий петиційний майдан», який в усі неділі супроводжувався музичною програмою, виступами визначних гостей та іншими акціями.   

## Учасники та визначні відвідувачі
Підтримку Празькому майдану висловила низка відомих особистостей, зокрема: 
- Сергей Золотарьов
- Яромір Штєтіна
- Міхал Коцаб[cs]
- Мартін Бурсік[cs]
- Карл Шварценберг
- Станіслав Чернілевський
- Антон Літвін[ru]
- Андрей Зубов

та інші

## Акції Празького майдану
Окрім присутності на Староміській площі, Празький майдан здійснював наступні акції: 
- похід до Уряду Чехії «Прем'єре, покажіть своє істинне обличчя»
- участь в Саметовому посвіцені — політичному карнавалі під час якого великого розміру фігуру «медвепута» супроводжували два символічних колорадських жуки, а їх у цей час переслідував намет майдану [5]
- виставка просто неба шоломів та інших експонатів з київського майдану
- виставка робіт Миколи Біларта
- похід на Празький град з гаслом: «Не хочемо президента — путінську маріонетку»
- участь в демонстрації на Празький град з метою передачі 100 000 підписів за відставку Президента Земана
- акція на річницю Голодомору в Україні

## Подальший розвиток
Логічним продовженням акцій є низка подальших кроків активістів Празького майдану, зокрема: участь у формуванні політичної платформи на противагу політиці реваншизму, яка домінує на цей час у чеській владі.
Створення ЗМІ, співробітництво з опозиційними рухами у РФ.
Продовження діяльності щодо забезпечення гуманітарної підтримки України а також, у поширенні української культури (зокрема, створення на ФБ груп «Укропки» та «Мистецтвом проти війни»).
Неформальний рух «Люмпенкаварна» за короткий термін зібрав довкола себе декілька сот людей і є одним з найбільших політичних клубів в мережі Інтернет.

## Резонанс
Празький майдан викликав значний резонанс у суспільстві. Так, навіть один з його опонентів — учасник муніципальних виборів (які він програв) використав у своїй передвиборчій рекламній компанії слоган «Не допустимо празький майдан».
Низка учасників мали інтерв'ю у місцевих та міжнародних ЗМІ, а акції Празького майдану були висвітлені, зокрема, на «Радіо Свобода/Вільна Європа», Deutsche Welle, Чеське державне ТБ, Чеське державне Радіо, ТБ «Нова», в газетах «Підприємницькі новини», «Метро», в журналі «Рефлекс», інтернет виданнях «Українська правда», «Цензор.нет», 42on та у багатьох інших.